# Synagoga Ohel Jakow w Łodzi
Synagoga Ohel Jakow w Łodzi (z hebr. Namiot Jakuba) – nieistniejąca synagoga znajdująca się w Łodzi, przy dzisiejszej ulicy Gdańskiej 18.
W styczniu 1899 roku Wolf Jedlicki, zwrócił się do Rabina Łodzi Eliasza Chaima Majzla o zgodę na „przyjęcie pod kontrolę” synagogi. Komisja sanitarno-budowlana zatwierdziła budynek 31 maja 1899 roku. 30 czerwca policmajster miasta Łodzi przekazał do Piotrkowa całą dokumentację, 7 sierpnia Gubernator Piotrkowski zezwolił na otwarcie domu modlitwy dla 100 osób.
W okresie międzywojennym synagoga działała w imię syjonistycznego hasła: „Żywotność Narodu, odbudowa Kraju i odrodzenie języka hebrajskiego”.
W czasie I wojny światowej synagoga zaczęła być określana mianem „Ohel Jakow”. Pełniła ona ważną rolę w działalności łódzkich syjonistów. Prowadzono w niej „Złotą Księgę” Żydowskiego Funduszu Narodowego (Keren Kajemet LeIsrael). Uczęszczał do niej m.in. Chaim Rumkowski, Jeszaja Ugier, Jerzy Rosenblatt, Dawid Tafel czy Aron Luboszycki.
Podczas II wojny światowej 11 listopada 1939 roku hitlerowcy spalili synagogę. W 1940 roku została ostatecznie rozebrana. Obecnie na jej miejscu znajduje się skwer przed szkołą.